# Lay (Loire)
Lay is een gemeente in het Franse departement Loire (regio Auvergne-Rhône-Alpes) en telt 648 inwoners (1999). De plaats maakt deel uit van het arrondissement Roanne.

## Geografie
De oppervlakte van Lay bedraagt 13,0 km², de bevolkingsdichtheid is 49,8 inwoners per km².
De onderstaande kaart toont de ligging van Lay (Loire) met de belangrijkste infrastructuur en aangrenzende gemeenten.

## Demografie
Onderstaande figuur toont het verloop van het inwonertal (bron: INSEE-tellingen).